# Sint-Quirinusprocessie
De Quirinusprocessie of ‘Loenhoutse Mei’ is een religieuze processie die jaarlijks plaatsvindt in Loenhout op de eerste zondag van mei. Sint-Quirinus is de patroonheilige van de Loenhoutse Sint-Quirinuskapel.

## Ontstaan
De Sint-Quirinus relikwie en andere relikwieën werden in de elfde eeuw door Paus Leo IX aan zijn zus Gepe gegeven die een klooster had in Neuss. Toen werd Sint-Quirinus in de Eifel en rond Keulen vereert. Later In 1250 werd de Dom van Neuss gebouwd en de relikwieën zijn daarin ondergebracht in een schrijn. Quirinus wordt samen met St. Antonius de Kluizenaar, st. Cornelius en St. Hubertus tot de vier Heilige Marschalken die in de kerkprovincie van Keulen worden aangeroepen in tijd van nood.
Slechts in de 15de eeuw werd een stichting goedgekeurd voor het bouwen van een kapelrij van Sint Quirinus te Loenhout onder het bewind van de bisschop van Luik, Erardus vander Mark (1506-1538). Op 3 augustus 1545 werd een aanbesteding uitgeschreven voor het maken van een nieuw altaarstuk voor St. Quirinus. Toen was de relikwie nog niet aanwezig in de kapel.De relikwie kwam in de kapel pas in de 17de eeuw door het conflict tussen de weledel Juffrouw Catharina De Perez en E.H. Bondelius, pastoor van Loenhout en de Sint-Bernardsabdij. De Perez weigerde om haar tienden aan de kerk te betalen. In het conflict kreeg ze de hulp van de Antwerps bisschop Monseigneur Gaspard Nemius, wiens beleid erop gericht was de macht van de Sint-Bernardsabdij (bezat sinds 1277 het patronaatsrecht) te verminderen ten voordele van het relatief nieuwere bisdom Antwerpen (gesticht 1559). De bisschop steunde haar dan ook meteen toen ze hem de 6de maart 1651 op het kasteel van Loenhout ontbood, relikwieën van Sint-Quirinus toonde en vroeg om een nieuwe kapel te mogen bouwen ter ere van Sint-Quirinus.

## Processie
Deze relikwie trok bedevaarders naar het dorp in de Zuidelijke Nederlanden. Het bedevaartsoord was bekend voor genezing van de bedevaarders die zochten naar hulp en troost tegen ‘kwade ogen’, koorts, kwaadaardige gezwellen, doofheid, oogziekten en huidkwalen. De Ommegang versterkte die devotie nog meer. Vroeger wasten veel mensen hun ogen met het water uit de put bij de Quirinuskapel in de hoop zo erge ziektes en kwalen te voorkomen of te genezen.
Tijdens de processie wordt het putwater gewijd wanneer er halt wordt gehouden aan de Quirinuskapel. Daar wordt ook de Heilige Quirinus aanbeden en ontvangen de omstaanders de zegen van het Heilig Sacrament. Tot op heden zijn er nog gelovigen die de kapel bezoeken om hun zakdoeken in het gewijde water nat te maken of op een andere manier quirinuswater mee te nemen. Bij de put achter de kapel staat gedurende het hele jaar door een emmer met gewijd water ter beschikking voor de pelgrims.
In de processie wordt het beeld van Sint-Quirinus gedragen door de Sint-Quirinusgilde. De overige leden volgen hun patroonheilige met wapens en emblemen. Het Mariabeeld wordt tijdens de processie gedragen door leden van de Sint-Jorisgilde. Naast de gilden nemen ook verschillende verenigingen, scholen en muziekverenigingen van Loenhout een taak op zich tijdens de processie: ze beelden een bepaald tafereel uit en begeleiden Sint-Quirinus en Onze-Lieve-Vrouw tijdens de ommegang.

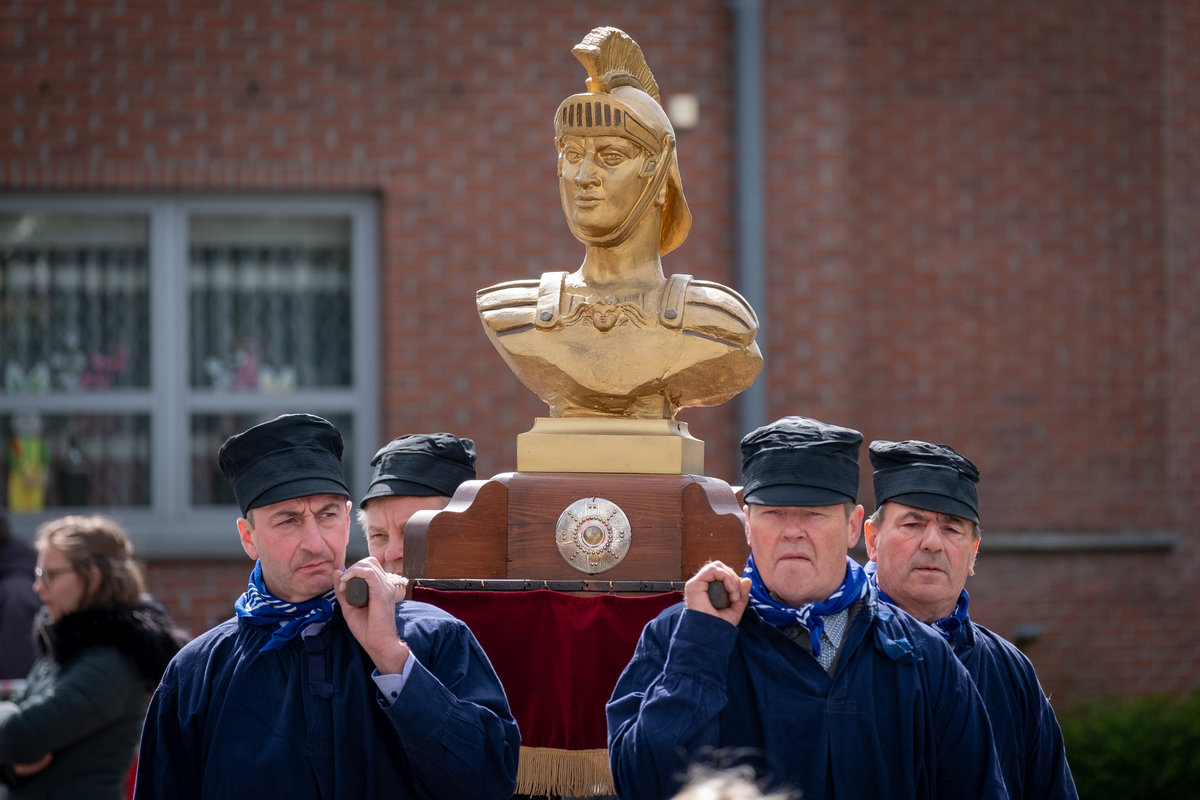
Sint-Quirinusprocessie

Sinds de jaren negentig zijn er meer (erfgoed)organisaties bij de ommegang verbonden in Loenhout. Toen in 1997 pastoor Jozef Noyens zijn pensioen aankondigde werd er gekozen voor een meer werelds en verankerd organisatieteam met de drie historische gilden van Loenhout. Zij zijn historisch verbonden aan de processie. In hun huishoudelijk reglement staat immers dat met hun leden aan de processie zullen deelnemen en dat deze processie niet teloor mag gaan.
Deze Sint-Jorisgilde, Sint-Sebastiaansgilde en de Quirinusgilde nemen samen de taak op om de processie te organiseren. Ze werken daarvoor samen met de parochie, de school ‘t Blokje, lokale socio-culturele verenigingen, de jeugdverenigingen en muziekmaatschappijen.